# Borovnica (Prozor-Rama)
Pour l’article homonyme, voir Borovnica.
Borovnica (en cyrillique : Боровница) est un village de Bosnie-Herzégovine. Il est situé dans la municipalité de Prozor-Rama, dans le canton d'Herzégovine-Neretva et dans la fédération de Bosnie-et-Herzégovine. Selon les premiers résultats du recensement bosnien de 2013, il compte 256 habitants.

## Géographie
Le village est situé au sud de Prozor.

## Démographie

### Évolution historique de la population dans la localité
| 1948 | 1953 | 1961 | 1971 | 1981 | 1991 | 2013 |
| ---- | ---- | ---- | ---- | ---- | ---- | ---- |
| -    | -    | 216  | 244  | 246  | 333  | 256  |

|  |